# Liste der Staatsoberhäupter der Komoren

Wappen der Komoren

Dies ist eine Liste der Staatsoberhäupter der Komoren, das heißt aller komorischer Präsidenten und vergleichbarer Amtsinhaber.

## Staat der Komoren

Flagge der Komoren 1975 bis 1978

Präsidenten der Union der Komoren vom 6. Juli 1975 bis 23. Mai 1978.
| Name                | Personendaten  | Amtszeit                          | Amtsbezeichnung                              |
| ------------------- | -------------- | --------------------------------- | -------------------------------------------- |
| Ahmed Abdallah      | * 1919; † 1989 | 6. Juli 1975 – 7. Juli 1975       | Präsident der Regierung                      |
| Ahmed Abdallah      | * 1919; † 1989 | 7. Juli 1975 – 3. August 1975     | Staatsoberhaupt                              |
| Said Mohamed Jaffar | * 1918; † 1993 | 3. August 1975 – 10. August 1975  | Vorsitzender des Nationalen Revolutionsrates |
| Said Mohamed Jaffar | * 1918; † 1993 | 10. August 1975 – 3. Januar 1976  | Vorsitzender des Nationalen Exekutivrates    |
| Ali Soilih          | * 1937; † 1978 | 3. Januar 1976 – 28. Oktober 1977 | Staatsoberhaupt                              |
| Ali Soilih          | * 1937; † 1978 | 28. Oktober 1977 – 13. Mai 1978   | Präsident                                    |
| Said Atthoumani     | unbekannt      | 13. Mai 1978 – 23. Mai 1978       | Präsident                                    |

## Islamische Bundesrepublik der Komoren

Flagge der Komoren 1978 bis 1992

Flagge der Komoren 1992 bis 1996

Flagge der Komoren 1996 bis Ende 2001

Präsidenten der Islamischen Bundesrepublik der Komoren vom 23. Mai 1978 bis 23. Dezember 2001.
| Name                             | Personendaten                     | Amtszeit                              | Amtsbezeichnung                                 |
| -------------------------------- | --------------------------------- | ------------------------------------- | ----------------------------------------------- |
| Ahmed Abdallah und Mohamed Ahmed | * 1919; † 1989 und * 1917; † 1984 | 23. Mai 1978 – 22. Juli 1978          | Co-Vorsitzende des Politico-Militär-Direktorats |
| Ahmed Abdallah und Mohamed Ahmed | * 1919; † 1989 und * 1917; † 1984 | 22. Juli 1978 – 3. Oktober 1978       | Co-Vorsitzende des Direktorats                  |
| Ahmed Abdallah                   | * 1919; † 1989                    | 3. Oktober 1978 – 25. Oktober 1978    | Vorsitzender des Direktorats                    |
| Ahmed Abdallah                   | * 1919; † 1989                    | 25. Oktober 1978 – 26. November 1989  | Präsident                                       |
| Haribon Chebani                  | unbekannt                         | 26. November 1989 – 27. November 1989 | Übergangspräsident                              |
| Said Mohamed Djohar              | * 1918; † 2006                    | 27. November 1989 – 20. März 1990     | Interims-Präsident                              |
| Said Mohamed Djohar              | * 1918; † 2006                    | 20. März 1990 – 29. September 1995    | Präsident                                       |
| Combo Ayouba                     | * 1953; † 2010                    | 29. September 1995 – 2. Oktober 1995  | Koordinator des Übergangskomitees des Militärs  |
| Mohamed Taki Abdoulkarim         | * 1936; † 1998                    | 2. Oktober 1995 – 5. Oktober 1995     | Interims-Präsident                              |
| Caabi el-Yachroutu               | * 1948                            | 5. Oktober 1995 – 26. Januar 1996     | Interims-Präsident                              |
| Said Mohamed Djohar              | * 1918; † 2006                    | 26. Januar 1996 – 25. März 1996       | Interims-Präsident                              |
| Mohamed Taki Abdoulkarim         | * 1936; † 1998                    | 25. März 1996 – 6. November 1998      | Präsident                                       |
| Tadjidine Ben Said Massounde     | * 1933; † 2004                    | 6. November 1998 – 30. April 1999     | Interims-Präsident                              |
| Azali Assoumani                  | * 1959                            | 30. April 1999 – 6. Mai 1999          | Chef der Nationalen Entwicklungs-Armee          |
| Azali Assoumani                  | * 1959                            | 6. Mai 1999 – 23. Dezember 2001       | Staatsoberhaupt                                 |

## Union der Komoren

Flagge der Komoren seit 2002

Präsidenten der Union der Komoren seit 23. Dezember 2001.
| Name                         | Personendaten | Amtszeit                            | Amtsbezeichnung   | gewählt durch Insel |
| ---------------------------- | ------------- | ----------------------------------- | ----------------- | ------------------- |
| Azali Assoumani              | * 1959        | 23. Dezember 2001 – 21. Januar 2002 | Staatsoberhaupt   |                     |
| Hamada Madi Bolero           | * 1965        | 21. Januar 2002 – 26. Mai 2002      | Interimspräsident |                     |
| Azali Assoumani              | * 1959        | 26. Mai 2002 – 26. Mai 2006         | Präsident         | Grande Comore       |
| Ahmed Abdallah Mohamed Sambi | * 1958        | 26. Mai 2006 – 26. Mai 2011         | Präsident         | Anjouan             |
| Ikililou Dhoinine            | * 1962        | 26. Mai 2011 – 26. Mai 2016         | Präsident         | Mohéli              |
| Azali Assoumani              | * 1959        | seit 26. Mai 2016                   | Präsident         | Grande Comore       |